# Poljaci
Poljaci (pol. Polacy) su narod iz grupe Zapadnih Slavena, nastanjen na jugu od planinskih područja Sudeta i Karpata preko Sjeverne Europske Nizine na sjever do Baltičkog mora.

## Ime
Ime Poljak (poljski Polak (m)/Polka (ž)) izvodi se od staroslavenske riječi "pole" (polje). Prema tome, ime "Poljaci" je izvedeno iz značenja "stanovnici polja".

## Jezik
Poljaci govore poljskim jezikom, jednim od članova slavenske grane indoeuropske jezične porodice.

## Povijest

### Porijeklo (Zapadnih) Slavena
Poljaci su porijeklom od kojih dvadesetak slavenskih plemena srodnih ostalim grupama Istočnih Slavena što se od oko šestog stoljeća i dalje do 800. naseljavaju na velika područja europske Rusije. Jezgra domovine ovih naših Slavena, koji nas zanimaju, prostire se između Odre i Wisle. Neki dijelovi Slavena kreću na jug i osnivaju nove države. Među ovima ima svakako i slaveniziranih grupa, osobito Hrvata, koji svoj trag u imenima ostaviše u sjevernim slavenskim državama. Zapadne predstraže Slavena na svojim zapadnim granicama naiđoše na germanska plemena i dio njih se svakako nakon krvavih borbi germanizirao. Abodriti, Ljutiči i Vilci neka su od njih. Druga plemena kao što su Poljani (Polanie), Vislani (Wislanie), Pomorjani i drugi osnovaše poljsku državu sredinom šezdesetih godina 10. stoljeća.
Rani izvještaji iz toga kraja Europe koji danas nazivamo Poljskom, datiraju iz 965. – 966. Tih godina Ibrahim-Ibn-Jakub, maurski Židov iz Tortosa u Španjolskoj, u društvu s Kalifom iz Cordobe putuje središnjom Europom. Tada on posjećuje Prag, možda i Krakow, koji se tada nalaziše unutar carstva Čeha. Fragmenti njegova izvještaja poznati su kasnijim arapskim zemljopiscima. Ovi izvještaji spominju zemlje Slavena koja se sastoji od brojnih plemena i ima i vrijednih etnografskih podataka o ranom životu ovih ljudi.

### Srednji vijek

#### Temelji države
Ime Poljske dolazi po plemenu Poljani (Polanie), oni tada naseljavaše bazen rijeke Warte, područje koje će postati poznato kao  Wielkopolska (Velika Poljska). Središte joj je Gniezno, za koje arheologija kaže da je bila snažna fortifikacija koja datira iz 8. stoljeća. Plemenski vođe Poljana koji su stolovali u toj utvrdi bili su Pjastovići. Ime im potječe od legendarnog pretka.
Ime Poljske dolazi po plemenu Poljani (Polanie), oni tada naseljavaše bazen rijeke Warte, područje koje će postati poznato kao Wielkopolska (Velika Poljska). Središte joj je Gniezno, za koje arheologija kaže da je bila snažna fortifikacija koja datira iz 8. stoljeća. Plemenski vođe Poljana koji su stolovali u toj utvrdi bili su Piastovići (Piasts). Ime im potječe od legendarnog pretka. 
Tokom 10. stoljeća, Poljani i njihovi Piastovići pokoriše lehitska plemena i staviše ih pod svoju zapovijed. Oni osvojiše zemlje plemena između Odre i Buga, i od Baltičkog mora, na jug do Karpata. Među ove pripadaju poznati Kujavci (Kujawianie) čije je središte bio Kruszwica. Padoše i Mazovci iz Mazovije i njihova utvrda Plock, pleme Lędzianie, Pomorjani i njihove utvrde Gdansk i Wolin. Pred kraj stoljeća oni ovladaše i Vislanima (Wislanie) i silesijskim plemenima iz Wroclava, Opole i Legnice. Ove posljednje povijest je zapisala kao Abodrite ili Obodrite Mješko (ca. 960. – 992.),  postao je prvi princ dinastije Piastovića, smatra se osnivačem poljske države. Godine 966. on je pokršten, vrši reorganizaciju osvojenih teritorija i ujedinjuje ih u jedan državni sistem. Poljska će postati kršćanska zemlja.
Poljska 10.12. stoljeća, je kao i mnoge druge države Srednjeg vijeka monarhija sa strogo centraliziranom moći koja vlada nad provincijama koje se sastoje od distrikata s tvrdim gradom. Ovi distrikti imaju svoje vojvode, vlastitu vojsku, sudove i fiškale. Slobodnjaci su vojvodi morali plaćati porez.
Mieško 965. ženi češku princezu Dabrowku, ovo dovodi i do njegovog pokrštavanja, dvije godine kasnije u Poznanju je osnovana biskupija s glavnim biskupom Jordanom, koji je po svoj prilici bio Talijan. Brak s Dabrowkom urodi plodom, rodio se Boleslav Hrabri koji je Poljskom vladao od (992. – 1025.). I otac i sin bili su hrabri ratnici i graditelji države. Boleslav 997. organizira misiju koju češki biskup Adalbert vodi u zemlju što je tada naseljavaše plemena Prusa. Ovaj pak pogine, i Boleslav mora da otkupi njegovo tijelo. U Gnieznu mu Boleslav podigne katedralu.
Sveti Rimski car Otto III želi ujediniti cijelu Sklaviniju (zemlje Slavena) u jednu kršćansku zajednicu. Sastaje se 1000. na grobu sada Sv. Adalberta u Gnieznu. Otto ga imenuje patricijem Carstva i uručuje mu koplje sv. Mauricea. Otto ga okruni stavljajući mu na glavu carsku krunu, utemeljivši usput Poljsku crkvu u Gnieznu. Crkva i benediktinski samostani postadoše najznačajnija komponenta političke strukture države.

#### Dezintegracija i reunifikacija
Boleslav Hrabri je i bio hrabar čovjek, vješt ratu sigurno, jer je u dugom ratu od 1002. – 1018. potukao Germane. Ne miruje, i 1018. šalje ekspediciju protiv Kijeva. Kruna svega je samo kraljevsko krunjenje 1025. Boleslava Hrabrog. No budućnost nije tako svijetla. I Boleslav ima sina, po djedu dobio je ime Mieško II. Zemlju počinju trzati nemiri. Mieško II 1031. gubi rat s Germanima, nije on kao otac Boleslav. Ni Česi više nisu prijatelji i nije ih briga što u njegovim venama teče i Dabrowkina krv. Pljačkaju Gniezno, a i sam Mieško II izgubio je krunu 1031. Zemlja gubi i na teritoriju. Nema sreće za Poljake sve dok ne ovlada njegov sin Kazimir, prozvaše ga Kazimir Obnovitelj. Povratio je izgubljenu Šlesku, Mazoviju i Pomeraniju. Isprva sreća prati i njegovog nasljednika Boleslava II Smjelog koji vlada od 1054. – 1079. On ima ratnih uspjeha i uspijeva povratiti izgubljenu krunu 1076. godine. Međutim ima i neprijatelja koji se priklanjaju Česima, dolazi do konflikata krakovskim biskupom i gube naklonost crkve.
Godine 1079. nesretni Boleslav gubi krunu, ni nasljednici neće, usprkos ratnim uspjesima (osvajanje Pomeranije od 1113. – 1119.) Boleslava Krivoustog (Bolesław Krzywousty), donesti više sreće Poljskoj,  država slabi, a uzrok je njena rascjepkanost. Pa i sam Boleslav Krivousti, nećak, Boleslava Smjelog, dijeli zemlju svojim sinovima. Sve do prve polovice 14. stoljeća neće zakucati sreća na vrata Poljske.
Piastrovići osnovaše državu poljsku i vodiše je manje-više uspješno. Tek pred svoje izumiranje uspješe da je vrate k staroj slavi. Desilo se to u vrijeme sposobnih vladara Łokietka i Kazimira Velikog. Zemlje su vraćene matici, osnovano je krakovsko sveučilište (1364.).  Ovo ipak ne potraja dugo, Česi ih ne vole, prijete Križari, a Kazimir Veliki nema nasljednika. Ugasila se loza ponosne obitelji pa zavladaše Anžuvinci, kralj Ludovik Veliki i malonjetna mu kći Jadviga. Udala se za litvanskog kneza Jagela, nastaje unija država (Krewo 1385.). Ovaj savez potrajat će 400 godina.

### Novi vijek

#### Jagelovići
Kazimir bijaše posljednji kralj čiste Poljske države, njihovim izumiranjem Poljska mora tražiti spas u savezu sa susjedima, ona ulazi u saveze s Mađarskom 1370-1384.; 1434. – 1444; 1576-1586. Ulazi u savez s Litvom od 1386. – 1795. i sa Švedskom od 1587-1600, pa i Saskom od 1697. – 1764.  Jedino savez s Litvom drži ih dominantnima u istočnom dijelu Europe. Jagelovići se pokazaše sposobnima, ovladaše Poljskom, Češkom, Ugarskom i Litvom. Savez s Litvom nastade ženidbom Jadvige i poganskog litvanskog velikog vojvode, koji se okrsti imenom Wladyslaw Jagiello. Ovaj zarati s križarima i potuče ih kod Tannenburga (Bitka kod Grunwalda) 1410. Litvanski ratnik imao je u svojim postrojbama i muslimanskih Tatara, svojih litvanskih pogana pa i bohemskih (čeških) husita. Godine 1444. kombinirane poljsko-mađarske snage povedoše rat protiv Turaka u Varni na Crnom moru, Wladyslaw III (sin prvog Jagelovića) pogibe as Turci odnesoše pobjedu. Pobijediše i zavladaše Ugarskom za sljedećih 200 godina.
Izgubivši Ugarsku brat Wladyslaw III,  Kazimir IV počinje prolongirati rat protiv križarskog reda kako bi povratili Pomeraniju i Gdanjsk. Ovo pali, Križari su 1466. potučeni i poniženi, Prusija je podijeljena ,zapadna dolazi direktno pod poljsku vlast a istočna postaje vazal poljskoj kruni. Godine 1471. Kazimir je izabran za češkog kralja a njegov sin Wladyslaw postaje kralj Češke i Mađarske. Od 1490. – 1526. Jagelovići su na vrhu srednje-europske dominacije. Oni vladaju od Baltičkog do Crnog mora, i od Silesije do nekih 300 milja od Moskve. Kraj je to kojega naseljava pravi koktel raznih naroda i vjera. Poljaci nastavahu središnji prostor, Litvanci, Latvijci i Estonci su im na sjeveru, Germani (luterani) i Prusi na zapadu, ortodoksni Ukrajinci i Bjelorusi na istoku, a ima i muslimanskih zajednica koje čine Tatari i Karaiti, pa i Židova.
U vrijeme ove dinastije vladara država se razvija, nastaje parlament (sejm) u kojem zasjeda kralj (Jan I Olbracht) sa senatom (odnosno kraljevskim vijećem) i zastupnici u domu zastupnika. Poljski parlament tako je postao jedan od najstarijih u Europi. Dolazi poljsko zlatno doba, razvija se kultura i umjetnost, književnost i povijest. Svoja imena povijesti su ostavili Wito Stwosz (kipar), Kalimah (povjesničar), Jan Długosz (kroničar), etc. Poljska je tolerantna i u vjerskim pitanjima. Savezom u Lublinu nastaje "Rzeczpospolita Polska" (poljski 'commonwealth'), zbilo se to 1569. Poljska i Litva postale su republika dvaju naroda.
U vrijeme ove dinastije vladara država se razvija, nastaje parlament (sejm) u kojem zasjeda kralj (Jan I Olbracht) sa senatom (odnosno kraljevskim vijećem) i zastupnici u domu zastupnika. Poljski parlament tako je postao jedan od najstarijih u Europi. Dolazi poljsko zlatno doba, razvija se kultura i umjetnost, književnost i povijest. Svoja imena povijesti su ostavili Wito Stwosz (kipar), Kalimah (povjesničar), Jan Długosz (kroničar), etc. Poljska je tolerantna i u vjerskim pitanjima. Savezom u Lublinu nastaje "Rzeczpospolita Polska" (poljski komonvelt), zbilo se to 1569. Poljska i Litva postale su republika dvaju naroda. Do ujedinjenja je doveo kralj Sigismund August, no čeka ga sudbina Piastovića, godine 1573. umre bez nasljednika. Poljake čekaju nove teškoće i ratovi.

#### Prvi izbori i dolazak Šveđana
Smrću posljednjeg Jagelovića Poljska ostade bez nasljednika na prijestolju,  kralja je ipak potrebno izabrati i održavaju se prvi slobodni izbori. Prvi je izabran Henrik Anžuvinac, ali nema puno koristi od njega. Nakopn četiri mjeseca pobježe iz Krakowa. Na drugim izborima pobijedio je transilvanski vojvoda Stefan Batory, jak čovjek, sposoban i u rati i u miru. On na prijestolje dolazi oženivši Anu, sestru kralja Sigismunda. Rješava spor s Rusijom oko Inflanta, uređuje unutarnji ustroj. Briljantno pobijedivši snage moskovskog cara Ivana u bici kod Pskova, Livonija (Inflanty; sadašnja Estonija i Latvija) priključuju se komonveltu i Poljska postaje velika sila Srednje Europe.  Godine 1579. Henri utemeljuje univerzitet u Wilnu usprkos ratovima koje s Ivanom vodi od 1579. – 1582.
Henrik umre. Na prijestolje dolazi švedski kraljević Sigismund Vasa, on je unuk Sigismunda I. Dinastija Vasa ostade na prijestolju 70 godina. Do 1668. godine izmjeniše se Sigismund III, Vladislav IV i Ivan Kazimir. U to se vrijeme vode borbe između Poljaka i Šveđana za kontrolu nad Baltikom. Oni održaše Poljsku snažnom ali su popuistljivi prema velikašima. Sigismund III odluči premjestiti glavni grad iz Krakowa u Warszawu koja se nalazi na ruti svih glavnih putova 'Commonwealth'a, desi se to 1596., 13 godina prije newgo će se Poljska uplesti u seriju ratova sa Šveđanima, Turcima i Rusima. Ovo razdoblje postat će poznato kao 'Potop' ali će se proslaviti zapovjednici bitaka Jan Zamoyski, Stanislaw Zolkiewski, Jan Karol Chodkiewicz i Stanislaw Koniecpolski. Pobjede u njihovim bitkama poznate su kao 'Kircholm', 1605. nad Šveđanima; 'Kluszyn', 1610. nad Rusima; i 'Chocim', 1612. nad Turcima. 'Nakon kiše dolazi sunce', tako kažu, ali to vrijedi i obratno. Poljacima je došao 'potop', izazvao ga je zaporoški kozački (tur. Razbojnici) hetman Chmielnicki (Bohdan Khmelnytskyi,oko 1595. – 1657)). Ovi kozaci bijahu miješanog porijekla, a imaju u sebi dosta rutenske krvi.
Kozaci odnesoše niz pobjeda. Godine 1612. pretrpiše poraza u Rusiji, a 1620. potukoše ih i Turci. Ovo je Poljsku jako oslabilo. Ipak oni u 'švedskom potopu' (1655. – 1660) odnose pobjedu nad Šveđanima, Rusima, Prusima i kozacima, ali potpuno oslabljeni i gotovo uništeni.
Dolaze novi izbori (1669.), izabran je Mihał Korybut Wisniowiecki, ali loš je izbor, neaktivan, oruđe u rukama magnata. Nasljeđuje ga Jan Sobieski, hetman koji je 1673. odnio kod Chocima pobjedu nad Turcima. Prozvaše ga 'Strašnini lav sjevera'. Jan (1674-1696.) je veliki vojskovođa ali loš vladar. Turci pred Janom nemaju sreće s Poljskom, pa 1683. napadaju Mađarsku i Austriju. 130,00 Turaka dođe pred vrata Beča. 'Strašni lav sa sjevera' priteče u pomoć i odnese pobjedu u bici koja se uči po svim školama u svijetu. Ova bitka ostala je zapisana u povijesti.
Prema je odnesao briljantne pobjede u ratovima svoje političke poslove nije sredio, a u diplomaciji gubi polovicu Ukrajine, tako i umre.
Do pada Poljskew države izredalo se još nekoliko kraljeva. Bijahu to kraljevi saske dinastije August II. i August III.), nisu imali većeg utjecaja na spas pred skorom propasti države. Posljednji njen kralj i zaštitnik bio je Stanisław August Poniatowski. U njrgovo vrijeme Poljska doživljava kulturni procvat ali i jača utjecaj Rusa. Poljska je nadjačana godine 1793., a već 1795. podijeliše ju Rusija, Austrija i Pruska, a Stanisław August prisiljen je abdicirati. Tek će rano 19. stoljeće najaviti početak borbe za nacionalnu nezavisnost. Nada im je Napoleon.

### 19. stoljeće

#### Borba za nezavisnost
Poljaci su pali pod rusko carstvo pred kraj 18. stoljeća. Oni žele samostalnu Poljsku a nadu vide u jednom Korzikancu koji će svoje ime upisati u udžbenike širom svijeta, to je Napoleon Bonaparte. Jan Henryk Dabrowski 1791. organizira dvije legije za borbu s Austrijancima u Lombardiji i kasnije na Iberskom poluotoku. On je rođen 1755. u Pierzchowiecu u Poljskoj i postat će besmrtan u riječima Poljske nacionalne himne.  Postrojbe poljske legije borile su se u mnogim bitkama u Napoleonovim ratovima. Koristi će biti malo. Adam Czartoryski, ministar vanjskih poslova Rusije snuje o Poljskoj, ali onoj pod ruskim žezlom. Napoleon je ipak dobro iskoristio Poljake, borili su se za njega i protiv Rusije i Austrije i Prusije, prelazili su mora i tukli se u Egiptu i Santo Domingu u Karibima (zapadne Indije). Poljaci bijahu hrabri ali i izmanipulirani. Godine 1806. (19. je stoljeće) Napoleonove armije ulaze u Poznanj a vodi ih Dabrowski, upravo su potukli Pruse u Jeni. Već godinu dana poslije Napoleon i car Aleksandar susreću se u Tilsitu. Zalaže se za Poljsku državu koja će se sastojati zemalja što su Prusi dob ili u drugoj podjeli, to je Varšavsko vojvodstvo. Napoleonu će ovo vojvodstvo služiti tek za njegove političke igre. Poljaci ipak ne odustaju od svoje države. Od 1815. do 1830. privredno i politički propadaju a sejm im je ukinut. Njihovi gospodari su Rusi.
Godine 1846. dolazi i do gušenja ustanka u Krakowu a ugušen je i velikopoljski ustanak. U vrijeme 'Proljeća' Poljaci se bore svagdje gdje ima borbe, Austriji, Njemačkoj, Ugarskoj, Italiji. Povremeno se javljaju razne privremene republike i kneževine[Bi li netko napisao popis?] ali nije još vrijeme za njih, čekaju Poljake crni dani progona i emigracije. O sudbini Poljaka još će drugi odlučivati.

#### Emigracija i rusifikacija Poljaka
Ustanci koje su podizali Poljake će skupo stajati. Prisiljeni su bježati, među njima su i slavna imena kao što je Fryderyk Chopin i Joackim Lelewel. Poljaci bježe u prekomorske zemlje, iseljeno je preko 10.000 ljudi. Oni sudjeluju aktivno u životu zemalja gdje su našli sklonište, neki su graditelji, neki umjetnici. One što su ostali u Poljskoj pod Rusima izvrgnuti su represiji samo zato što su Poljaci. Izvrgnuti su rusifikaciji, poljski jezik je izbačen iz škola, nema ni njihovih sejmova. Sejm je tek 1867. dobio slobodu u Galiciji. Poljaci se počinju malo oporavljati u drugoj polovici devetnaestog stoljeća.

#### Političke prilike
Poljaci sudjeluju u životu okupatorskih država Rusije i Austro-Ugarske. Tako Poljak Kazimir Badeni postaje premijer Austro-Ugarske. Polajci organiziraju i vlastite stranke, među njima su i Narodna–Demokratska i Narodna stranka. Poljaci se bore za vlastiti opstanak, ta borba i održat će ih na životu. Javljaju se i književnici, znanstvenici i umjetnici, njihova imena pronosit će poljski nacionalni duh. Poznati su i danas imena ljudi koji su bez oružja dali svoj doprinos opstanku Poljskog naroda, kulture i povijesti. To su, samo neke da spomenemo: Józef Chełmoński, Ignacy Łukasiewicz (znanstvenik koji je razradio tehniku destilacije nafte), Ludwik Zamenhoff (esperantist), Zygmunt Wróblewski i Karol Olszewski (prvi kondenzirali kisik i dušik 1886.).
Na kraju, ali kao najvažniju, treba spomenuti još jedno ime slavno u poljskoj povijesti i svjetskoj nauci, to je Marie Curie (Marija Sklodowska Curie), dobitnica dviju Nobelovih nagrada za dostignuća na polju fizike i kemije, njoj u čast prozvan je i kemijski element kirij (Cm). Prvu je dobila (1903.) sa svojim mužam Pierreom i A. H. Bequerelom za svoj rad na polju radioaktivnosti, drugu 1911. uz ostalo i za izolciju matalnoga radijuma. Na žalost ova velika žena umrla je 4. srpnja 1934. godine od posljedica radioaktivnoga zračenja.

### 20. stoljeće
Velikom Marijom-Curie ulazimo u dvadeseto stoljeće. Ono Poljskoj, kao ni većini Europe, neće donesti ništa lijepo gotovo do njegovog završetka. Čekaju ih borbe, teškoće. Spremaju se dva Svjetska rata. Još 1867. rodio se Józef Piłsudski, on bi sve učinio za Poljsku, političar je i mešetari na sve načina kako da dođe do cilja. Zapovjednik je Poljskih legija. Od trećeg mjeseca tisućudevetstodvadesete poljski maršal (marszałek). Józef se prvo priklanja Njemačkoj i Austro-Ugarskoj kako bi se riješio Rusa, a zatim, nada se, Francuska i Engleska porazit će njih. Poljska bi postala samostalna. Tako se nekako i zbilo. Nijemci su ga uhitili  1917. ali se vratio kući  1918. i postao državni načelnik. Rusija se morala povući 1917. iz rata, poraženi su i Nijemci a Poljska, potpisom u Versaillesu izbija na Baltik, nastojeći obnoviti stare granice na istoku. Nastaje borba za granice. Vrijeme je i protusovjetske intervencije. Mlada sovjetska država othrvala se tom udaru, te slijedi protuudar. Rusi se spremaju na Varšavu i dolazi do legendarnog "čuda na Visli" 1920. To je u stvari bila bitka, kako ju je nazvao Piłsudski, u kojoj Poljaci brane od 12. – 15. kolovoza Rusima pristup Varšavi, 12. listopada u Rigi je 1921. potpisano primirje a Piłsudski za njega dobiva čin maršala.
Ostvario se poljski san, poljska je neovisna. Ne zna se što nosi budućnost, pa se Poljaci baciše na sređivanje svojih društveno-političkih problema. Treba misliti na reformu, školstvo, obnovu i stvoriti državnu organizaciju. Józef Piłsudski, maršal, nije aktivan, vjerojatno mu se to i ne sviđa. Za prvog predsjednika izabran je Gabrijel Narutowicz, on je rodom iz Litvanije, no ne poživi dugo, već tjedan dana po izboru ubiše ga. Józef u svibnju 1926. izvrši državni udar ('svibanjski udar'). Piłsudski je pravi domoljub, ili je lukav, ne prihvaća dužnost predsjednika što mu ponudi sejm, predlaže Ignacija (Ignacy Mościcki) Mościckog. Dolazi do autokracije u kojoj Piłsudski vlada iz sjene preko predsjednika. Ovaj je na dužnosti od 1926. – 1939. Prava sejma se smanjuju, a 1930. Piłsudski ukida parlament. Pet godina kasnije Piłsudski, borac za Poljsku, pa autokrat, umire, umro je (12. 5. 1935.).
Poljska samostalnost, kakva-takva, potrajat će još kratko, Njemačka, stari neprijatelj Poljske ne miruje. Jedan čovjek, Austrijanac, poželjet će da osvoji svijet i osnuje novu rasu, njegovo ime je Adolf Hitler. Poljake čeka crna sudbina, a tamošnje Židove logori smrti.
Ignacy Mościcki je predsjewdnik do 1939. godine, to je godina kada će puknuti Drugi svjetski rat. Poljska je okružena i s istoka i sa zapada neprijateljem, to su Rusi i Nijemci. Prvog dana u devetom mjesecu iste godine Njemačka napada Poljsku, a sedamnaest dana kasnije Rusi udaraju s istoka. Poljska je podijeljena. Od 1939. do 1945. godine poginulo je više od 2,000,000 Poljaka i pogubljeno oko 3,000,000 Židova. Od Hitlera se mnogo ne razlikuje i komunist Staljin, po njegovoj naredbi (1940) u Katyńu i Charkowu dao je strijeljati 21 872 osobe, časnika i pripadnika poljske inteligencije.

#### Komunisti
Poljska iz rata izlazi sva smoždena i uništena. Nacizam je zamijenilo drugo zlo, komunizam. Crvena armija predstavlja se kao osloboditelj Poljske i ona dolazi pod rusku dominaciju. Poljaci su se borili po bojištima širom Europe i sada im predstoji politička borba. Rusi njome vladaju preko poljskih komunista i uz pomoć političke policije. Ovaj teror nastavlja se sve do 1956., tek tri godine nakon Staljinove smrti. Dolaskom na vlast partije Władysława Gomułke (Władysław Gomułka) donekle se smanjuje utjecaj SSSR-a, a pušteni iz kazamata i politički zatvorenici. Poljskom vlada Radnička partija. Poljaci teško žive, najgore je radnicima koji žive od plaća i s kojima moraju preživjeti poskupljenja cijena. Ovo 1970. dovodi do štrajkova a pala je i krv.
Sedamdesetih godina situacija se pokušava smiriti kreditima. Lakše se diše, standard radništva malo se podigao, ali krediti se moraju i vraćati. Ne potraje dugo i 1976. izbija nova kriza. Širom Poljske počinju se održavati štrajkovi. Izbijaju u rudnicima Šleske i naročito u Szczecinu. Komunistički totalitarizam počinje gubiti tlo pod nogama. Javlja se i crkva.U noviju Poljsku povijest dolazi novi čovjek, general Wojciech Jaruzelski, posljednji komunistički vođa Poljske.

### Nova Poljska
Malo pomalo bliži se kraj komunizmu, no situacija je još teška, došla je 1980. godina, Poljaci su svašta pregurali i bore se za bolji život. Stanovništvu je teško. U Gdańsku se stvara štrajkaški odbor. Radnička partija je oprezna. Na čeću štrajkaša je Lech Wałęsa a zloglasni Edward Gierek koji je bio do sada na vlasti mora dati ostavku. Izabran je Wojciech Jaruzelski, ovaj pak svojim mjerama pokapa komunizam u Poljskoj svojim činom gušenja štrajkova vojskom. Pod pritiskom Rusa proglašava ratno stanje. Još jedan čovjek svojom pojavom navještava skori krah komunizma, Karol Wojtyła. Narod mu se obraća jer razumije patnje naroda. Ovog čovjeka cijeli svijet upoznat će pod imenom pape Ivana Pavla II.
U Poljskoj je ratno stanje. Vođa 'Solidarnosti' Lech Wałęsa 1983. dobiva Nobelovu nagradu za mir. Bliži se i zima 1989. Raspisani su slobodni izbori u Sejm. Radnička partija neće dugo, volja naroda je da se za predsjednika izabere Wojciech Jaruzelski ali je za premijera izabran kandidat "Solidarnosti" /'Solidarność'/ Tadeusz Mazowiecki (24. VIII. 1989.). Iste godine dvadeset-devetog dvanaestog Sejm mijenja Usta i ime republike, ona postaje Republika Poljska i kao takva se okreće prema svijetu. U prosincu 1990. Lech Wałęsa pobjeđuje na predsjewdničkim izborima.

## Etnografija

### Život i običaji Poljaka
Poljaci su suvremeni europski narod koji je svijetu dao ogroman broj čuvenih znanstvenika, danas ipak velik broj ruralnih Poljaka živi od poljoprivrede i stočarstva (25%) za razliku od Velike Britanije gdje se ovim djelatnostima bavi tek 1.8% stanovništva. Plodna poljska polja obrađuju se ponegdje još uvijek plugom i konjima, a još su se uvijek održala i zaprežna kola koja vuku konji. Tipična seoska poljska kuća je drvena, sa strmim krovovima na dvije vode.
Poljaci su stoljećima živjeli pod feudalizmom i u mnogim krajevima suvremene Poljske očuvale su se mnoge narodne umjetnosti kao što je drvorezbarstvo i dekorativna umjetnost: vez, papirnati ukrasi i dekoracije od slame. Poljaci imaju nekih 50 varijanti regionalnih nošnji koja se oblači prilikom izvođenja narodnih plesova. Poljska ima 5 nacionalnih plesova a jedan od njih je poznat kao Krakowiak.

#### Vjerski blagdani
Poljaci su katolici, i većina običaja vezana je uz Božić i Uskrs, kao i običaje vjenčanja. 
- Postoji i običaj zvan 'Lajkonik', sjećanje na pobjedu nad Tatarima 1241., ovu paradu održavaju svakog proljeća u Krakowu.

#### Kuhinja
Poljaci imaju bogatu tradicionalnu kuhinju ali je ona i pod utjecajem kuhinja stranih naroda s kojima su dolazili ili su još u kontaktu. Meso raznih vrsta kao i jela od tijesta i razne juhe tipična su za slavensku kuhinju. U području Tatra poznat je sir oscypek (vidi sliku); makówki: božićni kolač; rolada z modrą kapustą (rolano meso s crvenim kupusom, u području Silesije); baba warszawska (kolač s kvascem, u području Mazovije); kotlet schabowy (sličan bečkom odresku);  gulasz (gulaš); veoma poznata božićna 'kutia' od maka, brašna, i oraha.

### Kultura

#### Wycinanki
Izrada ukrasa od papira porijeklom je iz Kine, 1600. proširila se i Europom, a osobito je postala popularna među židovskim zajednicama. Tijekom 19. stoljeća proizvodnjom sjajnog šarenog papira ovaj običaj preuzeli su i Poljaci, kod njih su poznati pod imenom 'wycinanki'.

#### Lončarstvo
Poljsko lončarstvo je veoma kvalitetno, prevladava plava i žuta boja a izrađuju se posude za pećenje,  kuhanje, i serviranje, među ostalima i čajnici.

#### Glazba i ples
Poljaci imaju više narodnih plesova: zbojnicki, polka, krakowiak, mazur, polonez, oberek, goralski, kołomyjka, kujawiak, postoji i ples poljskih židova nazivan zydowski (=židovski).
Kujawiak je ples etničke grupe Kujavaca (Kujawy). Ovaj ples se iz većih gradova proširio diljem Poljske i doživio više transormacija. Kujavci bijahu rođaci Pomeranaca, Vistulana, Šleha i još nekih srodnih plemena koje je Mieško I (960-992) ujedinio u prvu poljsku državu. Kašubi, Slovinci i Kujavci obnavljaju danas svoj etnički identitet. Prema Oskaru Kolbergu kod muškaraca iz grupe Kujavaca nošnja se sastoji od dugog kaputa (sukmana) s velikom kragnom, plavih dugih hlaća, čizama, četvrtasti kapa opšivenih krznom i širokog pasa od cevenog platna. Žene Kujavaca žekođer nose duge kapute, suknje s cvjetnim dezenima, plašteve vezane oko ramena i pregaće preko sukanja čija je boja u kontrastu. Odjeća Kujavaca je tvornička i prilagođena je kraju u kojem žive, hladnom vremenu.
Ples Zbojnicki je iz Skalne Podhale na Tatrama u južnoj Poljskoj, na granici sa Slovačkom i Moravskom. Ime je došlo od zbójnik (pl. Zbójnicy) u značenju 'razbojnici). U 17. i 18. st. Bande razbojnika harale su područjem Tatre što su dolazili iz sela područja Górale. Nošnja grupa koja plešu zbojnicki sastoji se od kaputića i hlaća načinjenih od bijele vune.
Oberek ili ober je najživahniji i naj-akrobatskiji od tzv. 5 nacionalnih poljskih plesova, ostala četiri su (polonez, mazur, kujawiak i krakowiak). Porijeklom je iz Mazovije u središnjoj Poljskoj. Ime mu je došlo od glagola obracac się (okretati se, vrtjeti se). Ovaj ples pripada grupi plesova mazurka-ritma, on je brz; kujawiak je lagan i mazurka umjeren. 
Sva ova tri plesa su seljačkog porijekla i podnesla su znatnu promjenu, napose mazur i kujawiak.

## Poljaci danas

### Pokreti Poljaka
Prvobitno područje naseljavanja plemena Poljaka je oko rijeka Notec i Warta, u okolici današnjih gradova Poznanj i Gniezno. Već u srednjem vijeku to se pleme udružilo sa srodnim plemenom Wislana koji su živjeli u okolici današnjih gradova Krakov i Varšava. Na tim su područjima živjela i druga plemena, kao Gorali, Mazovi, Krakovci i još neki. S osnivanjem jagelovičko-litvanske države, mnogi Poljaci se naseljavaju u područjima današnje jugoistočne Litve, današnjoj zapadnoj polovini Bjelorusije i današnjoj zapadnoj trećini Ukrajine, osim toga u sjevernom dijelu Moravske i sjevernoj Slovačkoj. Tijekom industrijalizacije u 19. stoljeću Poljaci su se selili prema industrijskim centrima Njemačke i Austro-Ugarske.
Nakon Drugog svjetskog rata Poljaci su bili iseljeni iz istočnih dijelova ranijeg poljskog područja i bili naseljeni u zapadne dijelove Poljske koje su do tada naseljavali Nijemci.

## Vanjske poveznice
- Understanding Matejko's painting The Battle of Grunwald  Arhivirana inačica izvorne stranice od 8. prosinca 2006. (Wayback Machine)
- Polish Traditions and Customs
- Kultura (Linkovi)  Arhivirana inačica izvorne stranice od 25. siječnja 2006. (Wayback Machine)
- History of Poland  Arhivirana inačica izvorne stranice od 3. ožujka 2006. (Wayback Machine)
- Polonistika  Arhivirana inačica izvorne stranice od 22. travnja 2007. (Wayback Machine)
- Polish Music Journal  Arhivirana inačica izvorne stranice od 8. veljače 2006. (Wayback Machine)
- Contemporary Polish Music  Arhivirana inačica izvorne stranice od 25. studenoga 2021. (Wayback Machine)